# パレンバン
パレンバン(インドネシア語：Kota Palembang)は、インドネシアのスマトラ島南部にある都市。南スマトラ州の州都である。

## 歴史
パレンバンは、かつてはシュリーヴィジャヤという仏教徒の王国の一部で古代の首都だったが、1025年にインド南部のチョーラ朝からの海賊の襲撃を受けたことによって次第に勢力を失っていった。シュリーヴィジャヤ王国の首都はやがて北方のジャンビ-マラユに移った。
1602年にオランダ東インド会社が創立され、以降インドネシアは長年に渡りオランダの植民地であり続けたため、主要地であったパレンバンでは当時の洋式建築遺跡がみられる。1659年にはパレンバン王国（スルターン国）となり、1823年に東インド会社によって解体されオランダ領東インドに編入されるまで存続した。ピティスと呼ばれるスルターン国時代の貨幣は現地で豊富に産出された錫で鋳造された。

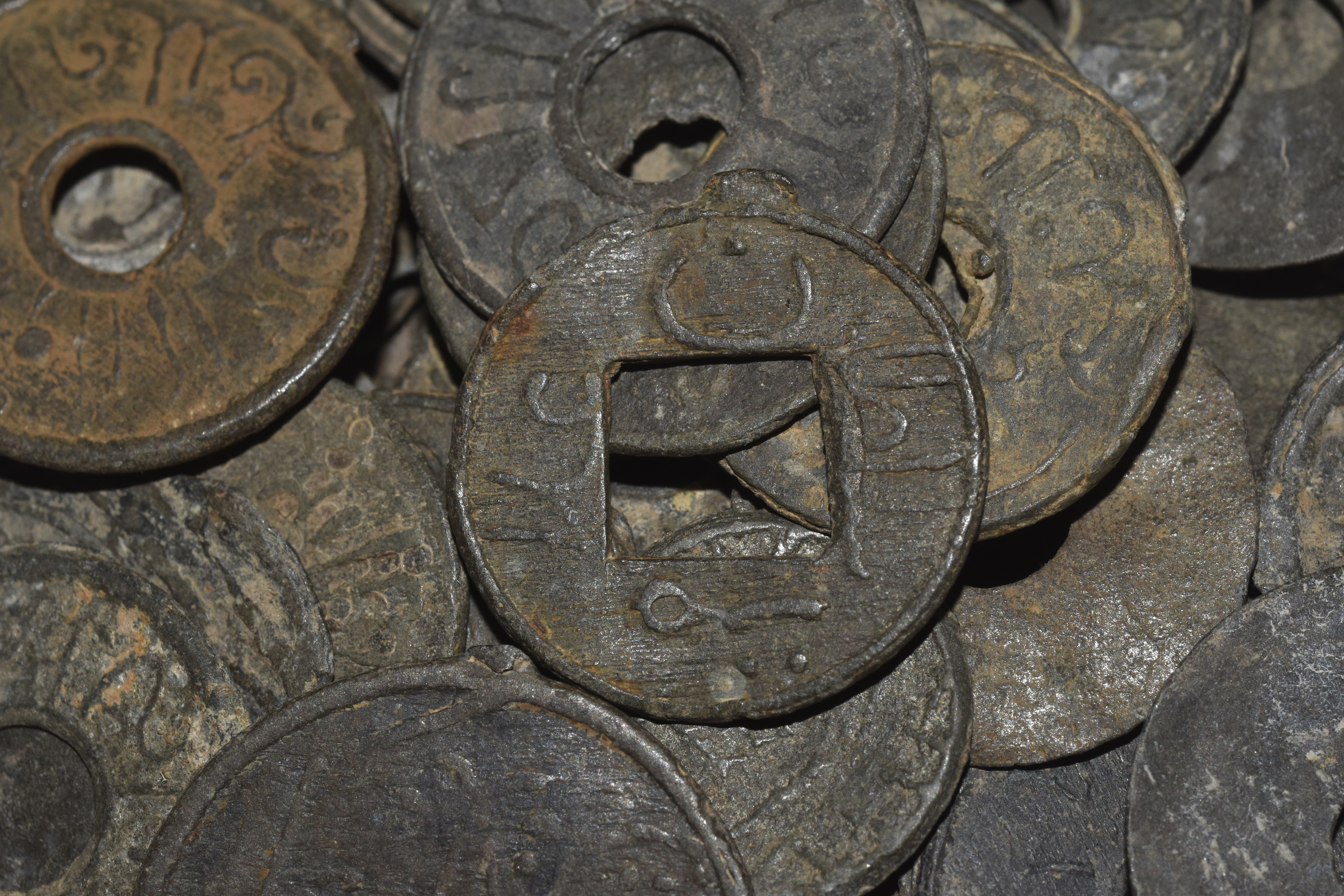
パレンバン王国のピティス錫貨

オランダ統治時代、当地で石油資源が発見され油田開発が行われた。パレンバン油田での1年間の産油量は当時の日本の年間石油消費量を上回るほどであったため、太平洋戦争における蘭印作戦では日本軍の攻略目標となった。開戦後の1942年2月14日、「空の神兵」と謳われた大日本帝国陸軍の空挺部隊である第1挺進団挺進第2連隊が、オランダ軍が守備するパレンバン油田・製油所と飛行場に対し奇襲落下傘降下、これらをほぼ無傷で占領する。（パレンバン空挺作戦、en:）。パレンバン油田は連合軍による通商破壊で日本本土への石油輸送が困難になるまでの間、主要産油地として貴重な石油を供給し続けた。
2018年にはジャカルタとともに2018年アジア競技大会の開催地となった。

## 交通

### 鉄道
- パレンバン郊外のクタルパティ駅からルブックリンガウ間305kmの鉄道路線は、周辺から産出する石炭の輸送ルートであり、途中に貨物専用線があり、一部区間は複線化されている。クタルパティ駅から12km地点から支線が出ており、スリウィジャヤ大学への通学輸送の為に造られたものである[2]。
- クタルパティ駅から途中のプラブムリーで分岐し、スマトラ島南端のランプン州州都バンダルランプンのタンジュン・カラン駅(389km)まで鉄道路線が敷設されており、同市のバカウニ港からの連絡船でジャワ島メラクへ、首都ジャカルタまで乗り継ぐ事ができる。しかし国営バス会社のジャカルタガンビル駅-メラク港-(連絡船)-バカウニ港-バレンバンの直通バスのほうが早く利便性がある[3]。
- 初の都市型公共交通機関となるパレンバンLRT（ライトレール、総延長23.4km・13駅）が2018年に開業､営業中[4][5][6]。

### 水運
ムシ川は河口からパレンバンまで約6.5mの深さに浚渫されていて大型船が航行できるようになっている。港湾施設は主に石油、ゴム、石炭の輸出に使われている。

## 地理
市を東西に通過する形で、ムシ川が流れていて、「ジュンバタン・アンペラ」と称する大きな昇降橋が結んでいる。

### 気候
ケッペンの気候区分では、熱帯雨林気候に区分され、一年を通して降水量が多く晴れが少ないが、6～9月にかけては比較的雨が少なくなる。極端な暑さになることは少なく、最低気温も一年を通して25度を下回る日が多い。
| パレンバンの気候              | パレンバンの気候 | パレンバンの気候 | パレンバンの気候 | パレンバンの気候 | パレンバンの気候 | パレンバンの気候 | パレンバンの気候 | パレンバンの気候 | パレンバンの気候 | パレンバンの気候 | パレンバンの気候 | パレンバンの気候 | パレンバンの気候 |
| 月                            | 1月              | 2月              | 3月              | 4月              | 5月              | 6月              | 7月              | 8月              | 9月              | 10月             | 11月             | 12月             | 年               |
| ----------------------------- | ---------------- | ---------------- | ---------------- | ---------------- | ---------------- | ---------------- | ---------------- | ---------------- | ---------------- | ---------------- | ---------------- | ---------------- | ---------------- |
| 平均最高気温 °C （°F）        | 30.8 (87.4)      | 31.2 (88.2)      | 31.5 (88.7)      | 32.1 (89.8)      | 32.4 (90.3)      | 31.9 (89.4)      | 31.8 (89.2)      | 32.1 (89.8)      | 32.5 (90.5)      | 32.6 (90.7)      | 31.9 (89.4)      | 31.1 (88)        | 31.83 (89.28)    |
| 日平均気温 °C （°F）          | 26.8 (80.2)      | 27.1 (80.8)      | 27.2 (81)        | 27.7 (81.9)      | 28.0 (82.4)      | 27.4 (81.3)      | 27.0 (80.6)      | 27.2 (81)        | 27.5 (81.5)      | 27.7 (81.9)      | 27.4 (81.3)      | 27.0 (80.6)      | 27.33 (81.21)    |
| 平均最低気温 °C （°F）        | 22.9 (73.2)      | 23.0 (73.4)      | 23.0 (73.4)      | 23.4 (74.1)      | 23.6 (74.5)      | 22.9 (73.2)      | 22.3 (72.1)      | 22.4 (72.3)      | 22.5 (72.5)      | 22.9 (73.2)      | 23.0 (73.4)      | 23.0 (73.4)      | 22.91 (73.22)    |
| 降水量 mm （inch）            | 277 (10.91)      | 262 (10.31)      | 329 (12.95)      | 263 (10.35)      | 213 (8.39)       | 122 (4.8)        | 104 (4.09)       | 107 (4.21)       | 120 (4.72)       | 186 (7.32)       | 274 (10.79)      | 366 (14.41)      | 2,623 (103.25)   |
| 平均月間日照時間              | 169              | 118              | 130              | 150              | 174              | 127              | 130              | 149              | 118              | 160              | 132              | 120              | 1,677            |
| 出典1：Climate-Data.org       |                  |                  |                  |                  |                  |                  |                  |                  |                  |                  |                  |                  |                  |
| 出典2：Deutscher Wetterdienst |                  |                  |                  |                  |                  |                  |                  |                  |                  |                  |                  |                  |                  |

## その他
最近では2007年に行なわれたサッカーのAFCアジアカップで日本代表が3位決定戦を当地で韓国代表と行い、PK戦の末敗れている。
2009年4月21日には当地で行われたサッカーAFCチャンピオンズリーグ2009で、前回大会王者のガンバ大阪が当地でスリウィジャヤFCと対戦し、3-0で勝利。ガンバ大阪はこの試合を以ってグループリーグ突破を決めた。

## 姉妹都市
- デンパサール(インドネシア・バリ州州都)
- プカンバル(インドネシア・リアウ州州都)
- スマラン(インドネシア・中部ジャワ州州都)
- マカッサル(インドネシア・南スラウェシ州州都)
- サンフランシスコ(アメリカ・カリフォルニア州)
- ロッテルダム(オランダ・南ホラント州)
- イルクーツク(ロシア・イルクーツク州州都)
- ミラノ(イタリア・ロンバルディア州州都)
- ヴェネツィア(イタリア・ヴェネト州州都)
- フランクフルト(ドイツ・ヘッセン州)
- 釜山広域市(韓国)
- マルセイユ(フランス・プロヴァンス＝アルプ＝コート・ダジュール地域圏首府)
- 高雄市(台湾直轄市)
- サンクトペテルブルク(ロシア・レニングラード州州都)
- バルセロナ(スペイン・カタルーニャ州州都)
- チューリッヒ(スイス・チューリッヒ州州都)
- マンチェスター(イギリス・北西イングランド)